# Sapta Marga (Manyak Payed)
Sapta Marga is een bestuurslaag in het regentschap Aceh Tamiang van de provincie Atjeh, Indonesië. Sapta Marga telt 1533 inwoners (volkstelling 2010).